# Louisa Maria Teresa Stuart
Louisa Maria Teresa Stuart (28 iunie 1692 – 18 aprilie 1712), cunoscută de iacobiți ca Prințesă Regală, a fost copilul cel mai mic al regelui detronat Iacob al II-lea al Angliei și a celei de-a doua soții, Mary de Modena.

## Nașterea
Louisa Maria s-a născut în 1692, la Saint-Germain-en-Laye, Franța, în timpul exilului părinților ei.
Datorită controversei uriașe care a înconjurat nașterea fratelui ei, James Francis Edward, cu acuzații de substituție a unui alt copil, Iacob al II-lea a trimis scrisori invitând-o nu numai pe fiica lui, regina Maria a II-a a Angliei, pentru a participa la naștere, dar, de asemenea, unui număr mare de alte femei protestante.
Dintre toți frații ei și frații vitregi, numai fratele ei James Francis Edward și surorile vitrege regina Maria a II-a și regina Ana, au supraviețuit copilăriei. Maria a murit în timp ce Maria Louisa era încă un copil mic, dar ea a fost în relații bune cu sora ei vitregă Ana.
Noua prințesă a primit la botez numele de Louisa și Maria în timp ce Teresa a fost adăugat mai târziu, la confirmare. A primit numele Louisa în onoarea regelui Ludovic al XIV-lea care i-a fost și naș. Nașă i-a fost cumnata regelui Franței, Elisabeth Charlotte, Prințesă Palatină.
După naștere, tatăl ei a declarat că Louisa Maria a fost trimisă de Dumnezeu ca o conssolare pentru părinții ei în momentul necazului lor și mai târziu adesea i se spunea La Consolatrice.

## Tinerețea

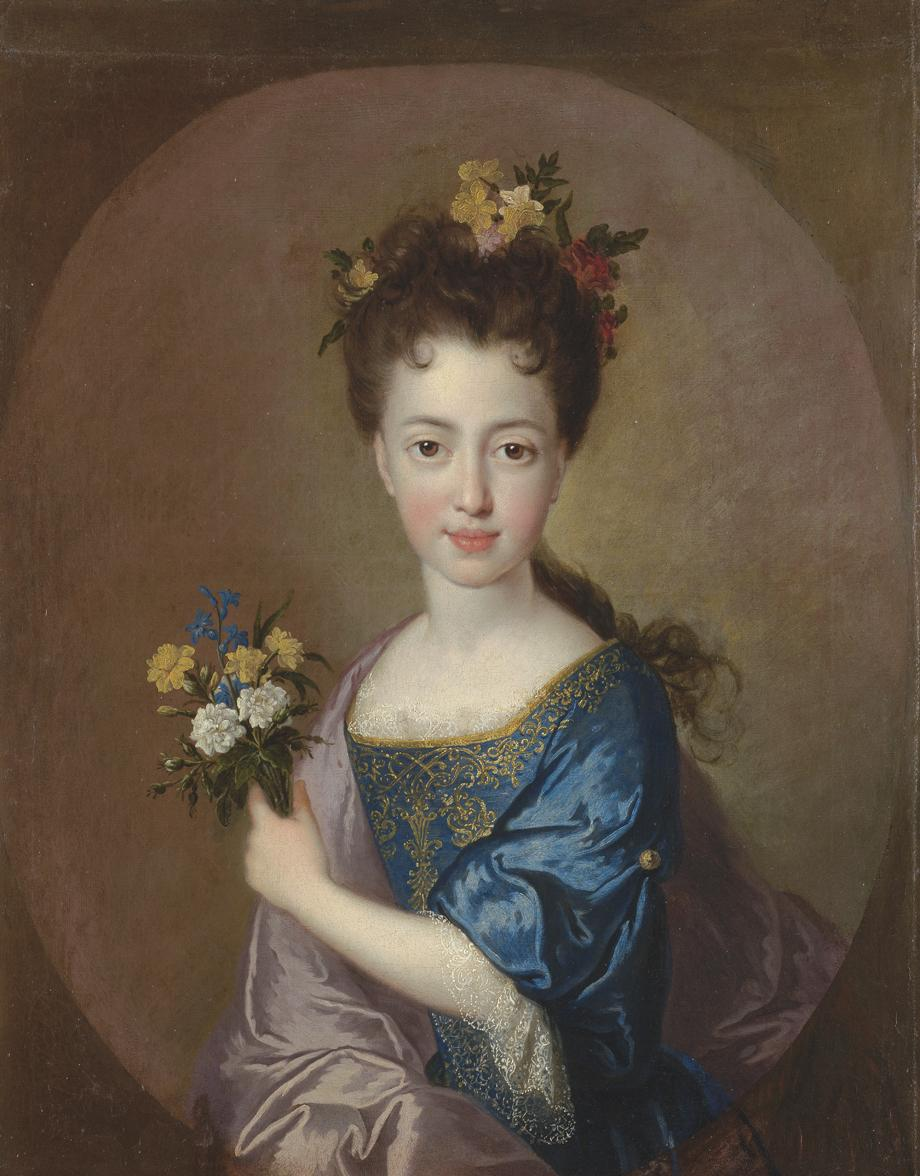
Portret al Louisei Maria de François de Troy, ca. 1705.

Louisa a fost singura soră bună a Prințului James Francis Edward, "Pretendentul Bătrân", și era cu patru ani mai mică decât fratele ei. Cei doi frați au fost crescuți împreună în Franța.
Tutorele Louisei a fost un preot englez romano catolic, Părintele Constable, care a învățat-o latină, istorie și religie. Guvernanta ei a fost contesa de Middleton soția nobilului iacobit Charles, Conte de Middleton.
În vara anului 1701, regele Iacob s-a îmbolnăvit grav și a părăsit Saint Germain acompaniat de soție în căutarea unor tratamente medicale. Totuși, în iunie cei doi s-au întors pentru a celebra zilele de naștere ale celor doi copii; două luni mai târziu Iacob a suferit un atac cerebral și a murit două săptămâni mai târziu, la 16 septembrie.
Curând după decesul lui Iacob, Ludovic al XIV-lea l-a proclamat pe James Francis Edward ca rege al Angliei, Scoției și Irlandei; de asemenea a fost recunoscut formal ca rege al Spaniei, statele papale și Modena. El și sora sa Louisa Maria au fost mutați la Passy în grija lui Antoine Nompar de Caumont și a soției sale, în timp ce Lady Middleton a continuat să-i fie guvernantă.
La 23 martie 1708, după o întârziere din cauza rujeolei, tânărul James a încercat să coboare pe sol scoțian la Firth of Forth susținut de o flotă de nave franceze. Nu a reușit deoarece a fost întâmpinat de flota marinei britanice condusă de amiralul Byng.
Louisei Maria îi plăcea opera și să danseze și a devenit populară la curtea franceză. Au fost luate în considerare pentru ea două căsătorii, cu nepotul lui Ludovic al XIV-lea, Charles, Duce de Berry (1686-1714) și cu regele Carol al XII-lea al Suediei (1682–1718). Nici una nu a avut loc, prima aparent din cauza poziției echivoce a Louisei Maria și a doua deoarece tânărul rege al Suediei nu era romano catolic.

## Deces
În aprilie 1712, atât James Francis Edward cât și sora sa s-au îmbolnăvit de variolă. În timp ce Pretendentul Bătrân s-a vindecat, Louisa Maria a murit la 18 aprilie (8 aprilie pe stil vechi) și a fost înmormântată lângă tatăl ei la biserica engleză benedectină din Paris.